# 水野忠篤 (鶴牧藩嫡子)
水野 忠篤（みずの ただあつ）は、江戸時代中期から後期にかけての人物。上総国鶴牧藩の世嗣。

## 略歴
長門国萩藩主・毛利治親の五男として誕生した。生母は側室の岡田氏（花村、宝池院）。幼名は儇之進（はやのしん）。初めは実兄で萩藩主となっていた毛利斉熙から偏諱を授与されて毛利煕続（もうり ひろつぐ）を名乗っていたが、水野家に養子入りして水野忠篤と名乗った。
寛政2年（1790年）に生母の岡田氏を亡くす。寛政11年（1799年）9月27日に鶴牧藩主・水野忠韶の婿養子としてその嫡子となったが、正室である忠韶の娘が早世、忠篤も家督相続以前に早世した。号は阿儇。戒名は蒼岳院。
代わって、新たに養子入りした忠実が嫡子となった。

## 系譜
- 父：毛利治親（1754年 - 1791年）
- 母：花村（? - 1790年） - 宝池院、岡田氏娘、側室
- 養父：水野忠韶（1761年 - 1828年）
- 正室：水野忠韶の娘
- 継室：峯 - 間部詮熙の娘